# Municipio de Cremerville
El municipio de Cremerville (en inglés: Cremerville Township) es un municipio ubicado en el condado de McLean en el estado estadounidense de Dakota del Norte. En el año 2010 tenía una población de 27 habitantes y una densidad poblacional de 0,29 personas por km².

## Geografía
El municipio de Cremerville se encuentra ubicado en las coordenadas 47°48′40″N 102°3′18″O / 47.81111, -102.05500. Según la Oficina del Censo de los Estados Unidos, el municipio tiene una superficie total de 92.7 km², de la cual 92,56 km² corresponden a tierra firme y (0,15 %) 0,14 km² es agua.

## Demografía
Según el censo de 2010, había 27 personas residiendo en el municipio de Cremerville. La densidad de población era de 0,29 hab./km². De los 27 habitantes, el municipio de Cremerville estaba compuesto por el 88,89 % blancos y el 11,11 % eran de una mezcla de razas. Del total de la población el 0 % eran hispanos o latinos de cualquier raza.